# Carlos Pizarro
Carlos Pizarro (* 9. April 1921 in San Juan; † Juli 2000 in New York City) war ein puerto-ricanischer Sänger. 

## Leben und Wirken
Pizarro begann seine musikalische Laufbahn in Rafael Quiñones Vidals Fernsehsendung Tribuna del arte, in der er 1946 den Ersten Preis bekam. Der Erfolg brachte ihm ein Engagement bei Luis Cruz y Sus Marianaxis, mit denen er 1947 nach New York kam. Er beschloss, in der Stadt zu bleiben und erhielt Unterstützung von Claudio Ferrer, Pedro Marcano und anderen aus Puerto Rico stammenden Musikern. Zunächst trat er mit einer Gruppe als Carlos Pizarro y Sus Guitarras Tropicales auf und spielte mit dieser mehrere LPs ein.
1956 gründete Pizarro ein Orchester, das seinen Namen trug. Mit diesem nahm er eine Anzahl Alben auf und unternahm Konzertreisen durch Puerto Rico und die USA. In New York hatte er Auftritte im Palladium Ballroom, dem Tropicana Club, dem Arcadia, dem Club Caborrojeño, dem Caravana Club, im Bronx Casino, dem Park Plaza Ballroom und dem Montecarlo Casino und war zwischen 1962 und 1970 im Broadway Casino engagiert.

## Diskografie
- Nada vas a lograr, 1958
- La Voz Emotiva, 1959
- Mi consentida, 1961
- A tus órdenes, 1961
- Seca tu llanto
- Espérame en el cielo
- La Voz Emotiva, Vol. 2, 1962
- Yo quiero un besito, 1966
- La Voz Emotiva con guitarras
- Grandes éxitos de Carlos Pizarro
- La Voz Emotiva/20 éxitos, 2000